# Мартен Амиш
Мартен Амиш (на френски: Martin Hamiche) е френски мултиинструменталист и водещ китарист на групата „Ефанемер“ в Тулуза, Франция.
Роден е на 6 октомври 1990 г. Свири с групите „Ефанемер“ (от 2013 г.) и „Юнивертиго“ (2015 – 2016). В бандите допринася като китарист, автор на текстове, свири и на всички останали инструменти.

## Дискография
| Know Thyself          | 2014 | EP     |
| Memento Mori          | 2016 | албум  |
| Path of the Wolf      | 2017 | сингъл |
| Prokopton             | 2019 | албум  |
| A Dream of Wilderness | 2021 | албум  |

| Unreachable Dominion | 2015 | гост |